# Kavalan (distillerie)
Pour les articles homonymes, voir Kavalan (homonymie).
Kavalan est une distillerie située au nord-est de l’île de Taiwan, dans le Comté de Yilan.

## Histoire
Fondée par le groupe King Car, Kavalan, du nom d'une ancienne tribu qui résidait dans la région, affirme dès le départ la volonté de produire un whisky d’une qualité exceptionnelle. C'est donc avec l'aide de Jim Swan que la distillerie a produit la première goutte de son new-make le 11 mars 2006 et a commercialisé son tout premier whisky sur le marché en décembre 2008. Par la suite, Kavalan a produit une gamme de single casks (sherry, bourbon, porto) en 2009, seulement trois ans après son ouverture, et a déjà remporté de nombreuses médailles dans divers concours internationaux.
En mars 2015, les World Whiskies Awards du Whisky Magazine décernent le prix du meilleur single malt au monde à son whisky Solist Vinho Barrique Single Cask Strength (58,60 %, vieilli en fûts de chêne américain ayant contenu des vins blanc et rouge),.

## Production
Les deux ingrédients principaux du single malt sont l'orge et l'eau. Dans la distillerie Kavalan, l'orge est importée d'Europe et est mélangée à de l'eau de source qui provient des montagnes du Comté de Yilan. Après le mélange, la fermentation et la double distillation, le breuvage est prêt pour le vieillissement en fût en chêne, qui se trouve également être le lieu de vieillissement du bourbon, du sherry, du rhum ou du vin.
Durant la période de vieillissement, le whisky continue à se développer et à acquérir son caractère. Le Scotch doit vieillir en fût au moins trois ans alors que la plupart des single malt ont besoin de beaucoup plus.
Dans le cas de Kavalan, le temps de vieillissement diffère de celui pratiqué en Écosse en raison de la température qui règne à Taïwan. Le whisky de Kavalan libère ses arômes bien plus rapidement que dans les Highlands écossais et arrive à maturité plus vite. Un whisky taïwanais arrive par exemple à maturité au bout de trois à cinq ans de vieillissement alors qu'il faut de 15 à 18 ans pour un whisky écossais.

## Produits
Tous les Kavalan distribués dans le monde sont issus d'embouteillages officiels.
- Kavalan Whisky 40%
- Kavalan Podium 46%
- Kavalan Concertmaster 40%
- Kavalan ex-Bourbon 46%
- Kavalan Sherry 46%
- Kavalan Solist
  - Ex-Bourbon Cask 57,8%
  - Sherry Cask 57,8%
  - Fino 57%
  - Vinho 59,2%
- King Car Conductor Whisky 46%